# Kausea Natano
Kausea Natano (Funafuti, 5 luglio 1957) è un politico tuvaluano, Primo ministro delle Tuvalu dal 19 settembre 2019 al 26 febbraio 2024.
È stato anche deputato di Funafuti dal 2002 al 2024. Era anche presidente dell'Associazione Sportiva e Comitato Olimpico Nazionale di Tuvalu quando fu creata nel 2007.